# Fábrica do Arquinho
A Fábrica do Arquinho foi uma fábrica têxtil localizada na freguesia de Urgezes em Guimarães, Portugal. Foi uma das fábricas mais importantes da cidade e deu emprego a centenas de pessoas até ao seu encerramento no final do século XX.

## História

### Fundação

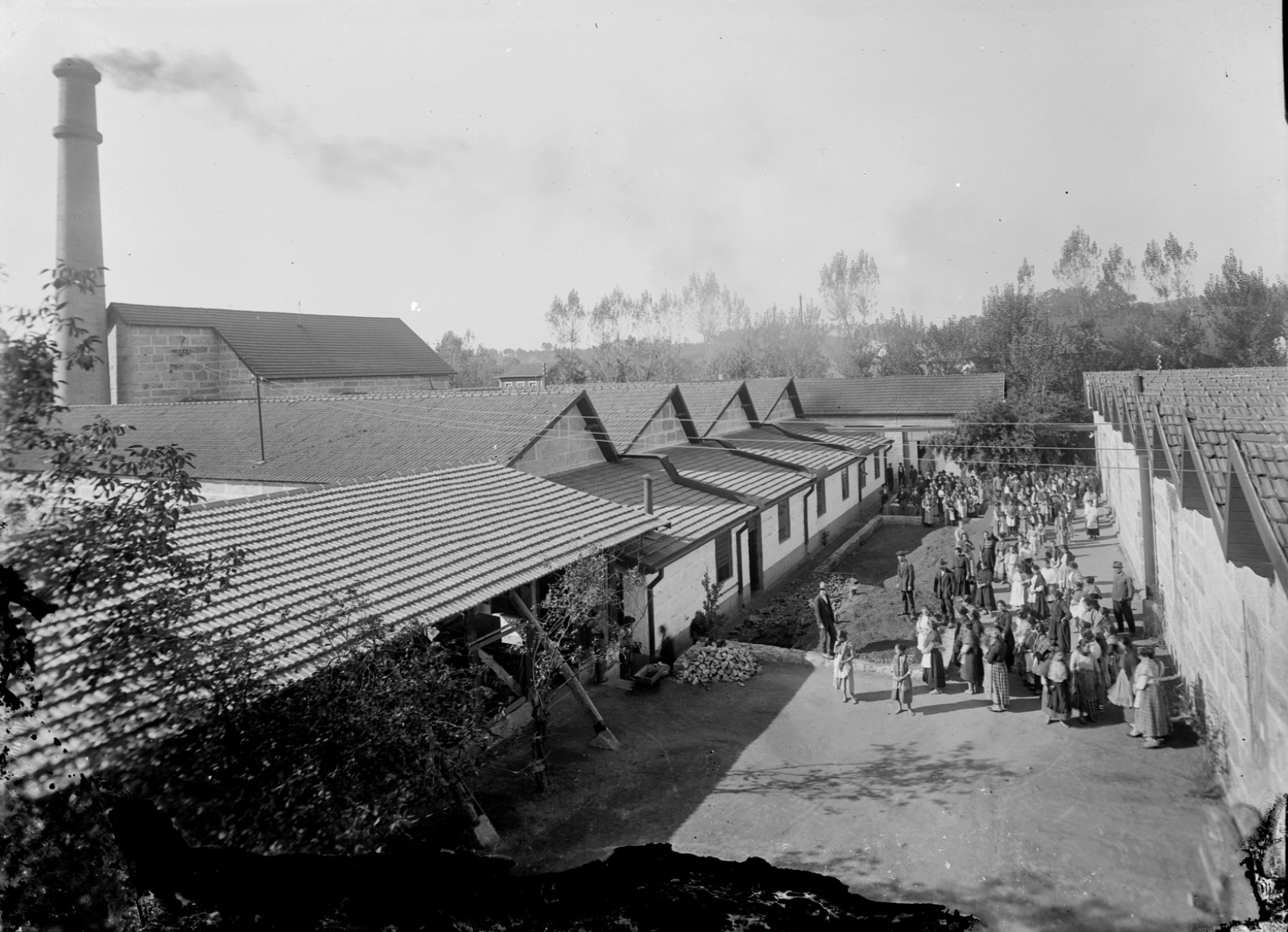
A Fábrica do Arquinho nos seus primórdios, década de 1920

A Fábrica do Arquinho foi fundada em 1913 por António José Pereira de Lima e o seu irmão Manuel José Pereira de Lima, dois importantes capitalistas de Guimarães da época, com o nome de Fábrica de Fiação e Tecidos do Arquinho, na rua da Caldeiroa, uma rua fortemente industrializada da cidade. Esta foi uma época de industrialização para Guimarães, com muitas fábricas a serem criadas pela cidade, desde finais do século XIX até à década de 1920.

### Desenvolvimento e expansão
A fábrica sobreviveu ao envolvimento de Portugal na Primeira Guerra Mundial, e enquanto que a Segunda Guerra Mundial devastava a Europa, a Fábrica do Arquinho contava com cerca de 160 trabalhadores.
Passou por muitas expansões e modificações ao longo dos seus mais de 70 anos de existência ativa, abrangendo vários tipos de arquitetura e métodos de construção.

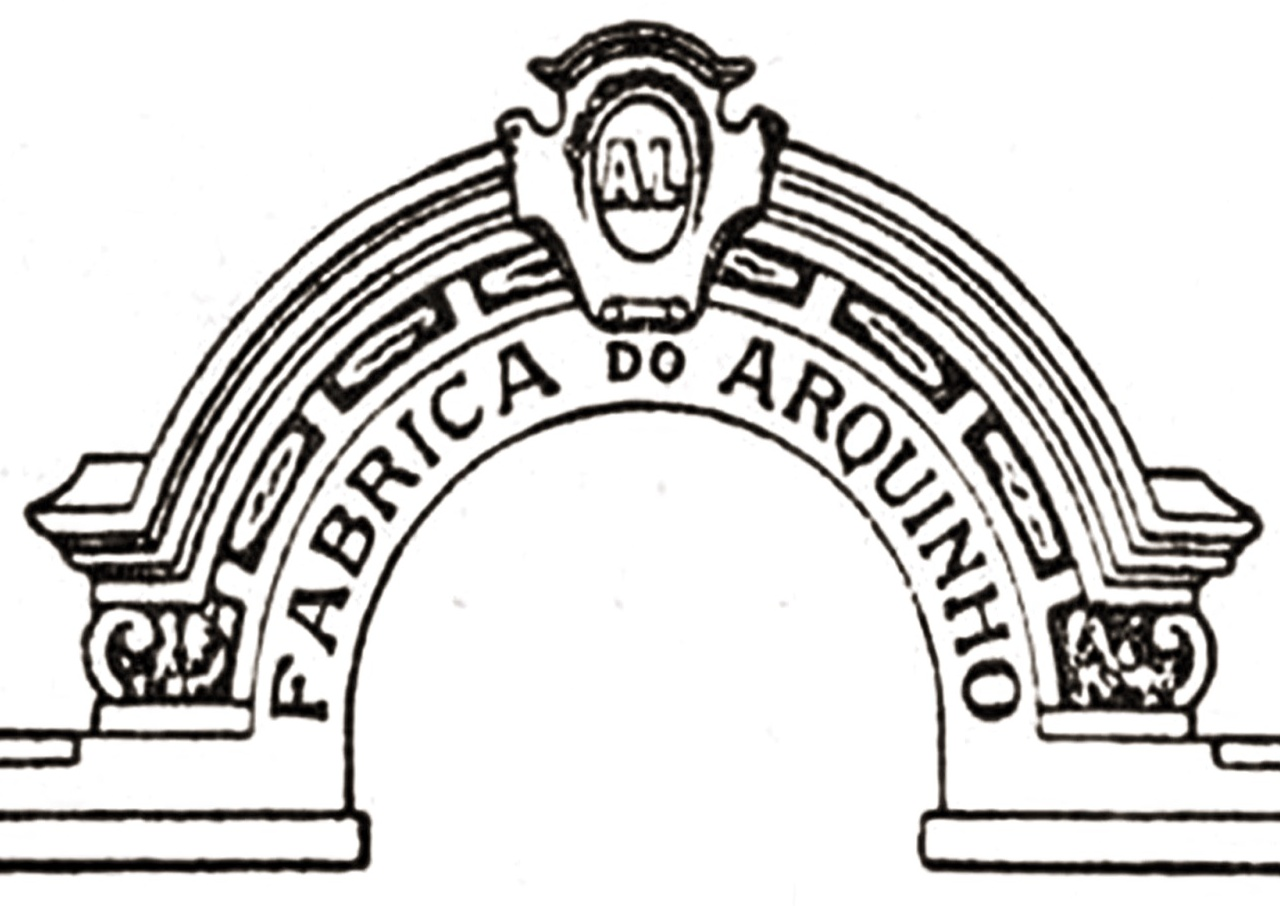
O logotipo da fábrica

### Encerramento e abandono
A Fábrica Arquinho entrou em falência e foi fechada e abandonada em abril de 1991.
Em 2010 a fábrica foi assinalada pela PSP como um “mercado de drogas”, onde os toxicodependentes regularmente ocupavam o complexo para traficar e consumir todo o tipo de drogas. Em Outubro desse mesmo ano, a PSP deteve alguns invasores na fábrica devido aos problemas acima mencionados.
Em junho de 2011 os edifícios do Arquinho sofreu um grande incêndio, destruindo o telhado de 3 edifícios diferentes e aumentando o nível de degradação do complexo histórico.

## Reabilitação e renovação

### Antecedentes
A fábrica é considerada um marco histórico pelos vimaranenses, que temem a perda do património industrial da cidade.
O património histórico industrial de Guimarães diminuiu drasticamente nas últimas décadas. Grande parte da Fábrica do Castanheiro foi demolida para a construção de um complexo de apartamentos, a Fábrica da Avenida foi maioritariamente destruída e substituída por um grande edifício residencial, a Fábrica do Moinho do Buraco perdeu o seu estatuto de preservação e proteção e a Fábrica do Cavalinho (parcialmente) e a Fábrica do Minhoto (totalmente) foram demolidas para construção de um Mercadona e de algumas vias de acesso. O status intocado da Fábrica do Arquinho entre as fábricas de Guimarães não duraria por muito, já que se encontra a meras centenas de metros das outras.

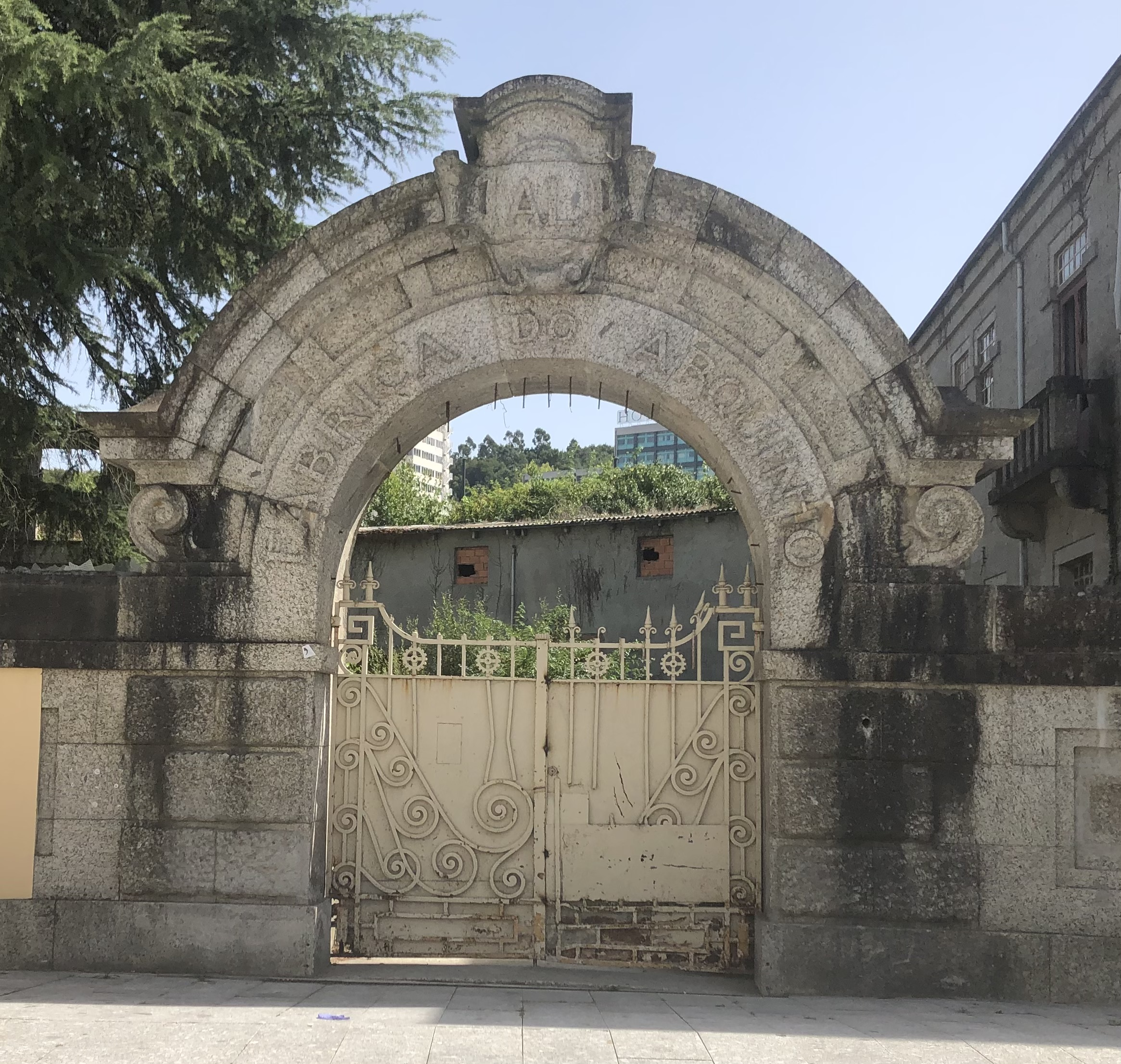
O arco na entrada do complexo industrial. Este deu nome à fábrica, pois arquinho significa pequeno arco.

A Câmara Municipal de Guimarães lançou um concurso de arquitetura para reabilitar a Fábrica do Arquinho, que foi adquirida pelo município em 2020. O contrato assinado entre a autarquia e um promotor imobiliário prevê que o antigo edifício fabril, avaliado e obtido pela câmara por um valor de 1,5 milhões de euros, permaneça na autarquia, “pago com taxas de urbanização”.

### Planos e futuro próximo
O primeiro concurso para o projeto de arquitetura foi lançado em 2022, mas foi abandonado, sendo repetido no início de 2023 com uma proposta base de 280 mil euros. A proposta vencedora foi do atelier portuense AND-RÉ Architecture.
O novo complexo de ensino e investigação de Guimarães chamar-se-á Tech-G e destina-se a albergar o Centro de Investigação Aeroespacial, a nova aposta curricular da Universidade do Minho, bem como a spin-off Fibrenamics, dedicada às fibras e seus derivados, que está atualmente sediada no Campus de Azurém. “É uma zona promissora e a Fábrica do Arquinho poderá ser o local desta futura escola”, disse Domingos Bragança ao Guimarães Digital, acrescentando que a Plataforma Fibrenamics poderá também alargar a sua actividade de investigação na “área dos novos materiais” àquela propriedade.
A obra da reabilitação do complexo do Arquinho foi lançada para concurso em Março de 2024.
Estava prevista a conclusão dos trabalhos de reconstrução, restauração e reabilitação em 2025, porém o prazo foi estendido até 2026/2027.